# 黒木ナルト
黒木 ナルト（くろき なると、1998年10月8日 - ）はブラジル人の歌手である。本名は黒木ニコラス成人。宮崎県出身の祖父母を持ち、血は100％宮崎県民の日系三世ブラジル人である。ブラジル、サンパウロ州サンロッケ市出身。所属事務所はアービング。

## 来歴
1998年10月8日生まれ、ブラジルサンパウロ州サンロッケ市出身。
ABRAC - Consurso brasileirode karaokê（ブラジル全国カラオケ大会）やUPK - Concurso Paulista de karaokê(サン パウロ州カラオケ大会)に出場し優勝。 ブラジルでのカラオケ大会では“優勝嵐”と呼ばれる。 過去のものと合わせるともらったメダルやトロフィーは、180個以上となり、日本でプロ歌手として勝負をすることを決意。 満を持して2016 年11 月、18 歳になったのを機に来日。 きっかけは、ブラジルに来ていた日本人の知らないおじいさんに「日本で歌手にしてあげる」とスカウトされ、大学を辞め来日。大学には飛び級の17歳で入学したエリートだったが半年で退学となった。日本に来てみたら、 実は生活保護を受けていたおじいさんが、カラオケスナックを回らせチップで生活しようとしていたことが判明。実際カラオケスナック回りはしなかった。デビューの話は全くなく騙される形となる。当時はブラジルに帰るお金はなく、日本語も話せなく、知り合いもいなかった。当時持っていたお金を、おじいさんに預けてしまったのでお金がなくなった、とデビュー後のラジオで語っている。数日間公園で過ごしたこともあった。浮浪者になる寸前、とある家族のご厚意で居候させてもらう。日本語の勉強の為、コンビニとカラオケ店で働きながら、歌の練習も重ねた。2018年テレビ東京の「THEカラオケ・バトル」のオーディションに合格。番組を観た複数のレコード会社にスカウトされ、デビューのきっかけを掴んだ。来日した時に日本語は全く話せなかったが、2年後に出演した同番組では流暢に日本語を話しており、かなりの努力家であることがわかる。ポルトガル語、英語、日本語が話せるトリリンガルであり、ヒアリングのみスペイン語も出来る。
演歌歌手としてのデビューだが、デビュー曲はサンバ歌謡と言える楽曲である。デビューの1ヵ月前から、サンバに用いられる楽器「パンデイロ」を練習しラジオなどで度々披露している。
デビュー日の2020年4月8日から発売キャンペーンとして、ショッピングモールなどでの歌唱が決定していたが、新型コロナウイルスによる緊急事態宣言が前日の4月7日に発令され、4月8日から外出自粛となった為、デビューと同時に仕事がゼロになったと語っている。所属レーベルの徳間ジャパンではイチ押しの新人として度々名前が上がっており、期待の高さがうかがえるがデビューをしてから1カ月以上人前で歌う機会がないという異例のデビューとなった。

## ディスコグラフィー
| #   | 発売日       | タイトル                             | c/w      | 規格品番   | オリコン |
| --- | ------------ | ------------------------------------ | -------- | ---------- | -------- |
| 1st | 2020年4月8日 | 太陽のスマイル～ナルトの燦々サンバ～ | 演歌の星 | TKCA-91261 |          |

## 出演

### テレビ
- テレビ東京「THEカラオケ・バトル」
- BS12 トゥエルビ「うたマルシェ」2020年4月5月6月マンスリーMC
- NHK BSプレミアム「新・BS日本のうた」2020.10.4
- テレビ東京「月〜金お昼のソングショー ひるソン!」2020.12.21
- テレビ東京「洋子の演歌一直線」2021.1.10

### ラジオ
- ラジオ日本「そんなバナナ」2020.8.25~    レギュラー出演
- ラジオ関西「ハッピードリーム ~歌の贈り物~」2020.8.2
- NACK5「Smile SUMMIT」2020.11.30

### ライブ
- YouTube「黒木ナルト バースデー生配信ライブ～演歌の星～」